# Jojo Moyes
Jojo Moyes (London, 1969. augusztus 4.–) brit újságíró és romantikus regényíró. Azon kevés írók egyike, akik kétszer nyerték el a Romantikus Írók Társaságának (Romantic Novelists' Association) „Az év romantikus regénye” díját, valamint regényét 11 fordításban jelentették meg.

## Élete és pályafutása

### Gyermekkora és újságírói pályafutása
Pauline Sara Jo Moyes 1969. augusztus 4-én Londonban, az Egyesült Királyságban született. A Londoni Egyetemen a Royal Holloway-n és a Bedford New College-ben tanult. 
1992-ben elnyerte a The Indenependent újság által finanszírozott ösztöndíjat, hogy a City University posztgraduális újságírói képzésén részt tudjon venni, Londonban. Ezután különböző munkakörrel a The Independentnek dolgozott az elkövetkező 10 évben (kivéve egy évet, amikor Hongkongban dolgozott a Sunday Morning Postnak), 1998-ban hírszerkesztő asszisztenssé vált. 2002-ben az újság művészetek és média részlegének tudósítója lett.

### Írói pályafutása
2002-ben jelent meg első könyve, a Sheltering Rain. Eközben folytatta újságírói munkáját a The Daily Telegraph munkatársaként.
Egyike azon íróknak, akik a Romantikus Írók Társaságának „Az év romantikus regénye” díját kétszer is megnyerte. Először 2004-ben a Tiltott gyümölcs, majd 2011-ben az Az utolsó szerelmes levél című művével.
Egy Saffron Walden-i farmon él Essexben férjével, Charles Arthur újságíróval, valamint három gyermekükkel.
2013-ban jelentették be, hogy Michael H. Weber és Scott Neustadter megírja Moyes Mielőtt megismertelek című művének adaptációját.

## Művei
- Sheltering Rain (2002)
- Tiltott gyümölcs [Foreign Fruit] (2003) (USA-ban Windfallen címmel)
- The Peacock Emporium (2004)
- Tengernyi szerelem [The Ship of Brides] (2005, magyar megjelenés: 2016)
- Silver Bay (2007)
- Night Music (2008)
- The Horse Dancer (2009)
- Az utolsó szerelmes levél [The Last Letter From Your Lover] (2010)
- Mielőtt megismertelek [Me Before You] (2012)
- Honeymoon In Paris (2012)
- Akit elhagytál [The Girl You Left Behind] (2012)
- Páros, páratlan [The One Plus One] (2014) (USA-ban One Plus One címmel)
- Miután elvesztettelek [After You] (2015)

## Magyarul
- Tiltott gyümölcs; ford. Loósz Vera; Ulpius-ház, Bp., 2007
- Mielőtt megismertelek; ford. Lányi Judit; Cartaphilus, Bp., 2012 (Carta light)
- Az utolsó szerelmes levél; ford. Falvay Dóra, Lányi Judit; Cartaphilus, Bp., 2012 (Carta light)
- Akit elhagytál; ford. Lányi Judit; Cartaphilus, Bp., 2013 (Carta light)
- Páros, páratlan; ford. Todero Anna; Cartaphilus, Bp., 2014 (Carta light)
- Az otthon maradt lány; ford. Pelle Csilla; Tarsago, Bp., 2015 (Reader's Digest válogatott könyvek)
- Tengernyi szerelem; ford. Todero Anna; Cartaphilus, Bp., 2016 (Carta light)
- Miután elvesztettelek; ford. Todero Anna; Cartaphilus, Bp., 2016 (Carta light)
- Mielőtt megismertelek; ford. Szőke Ágnes; Tarsago, Bp., 2017 (Reader's Digest válogatott könyvek)
- Párizs szólóban; Cartaphilus, Bp., 2018 (Carta light)
- Álmok nyomában; ford. Todero Anna; Cartaphilus, Bp., 2018 (Carta light)
- Mióta megszerettelek; ford. Todero Anna; Cartaphilus, Bp., 2019 (Carta light)
- Áradó fény; ford. Dobos Lídia; Cartaphilus, Bp., 2020
- Valaki más cipőjében; ford. Getto Katalin; Libri, Budapest, 2023